# Metro v Istanbulu
Metro v Istanbulu tvoří v současnosti jednu provozovanou podzemní linku (není-li započítáno lehké metro). Provozovatelem je společnost İstanbul Ulaşım A. Ş. K roku 2024 mělo 11 linek se 159 stanicemi. S 243,3 kilometry trati bylo v té době 21. nejdelší na světě a 4. nejdelší v Evropě.

## Vznik a vývoj

### První podzemní dráha
Hlavní článek: Tünel
Přestože již v 19. století, krátce po londýnském metru, byl otevřen v Istanbulu první úsek podzemní dráhy (dnes známý jako Tünel), jednalo se pouze o velmi krátkou trasu se dvěma stanicemi a vozy taženými koňmi. Postavil ji Francouz Henri Gavand mezi lety 1867 a 1875; spojila dvě čtvrti na povrchu oddělené prudkým stoupáním. Roku 1910 byla trať elektrifikována a v roce 1939 znárodněna.

### Moderní metro

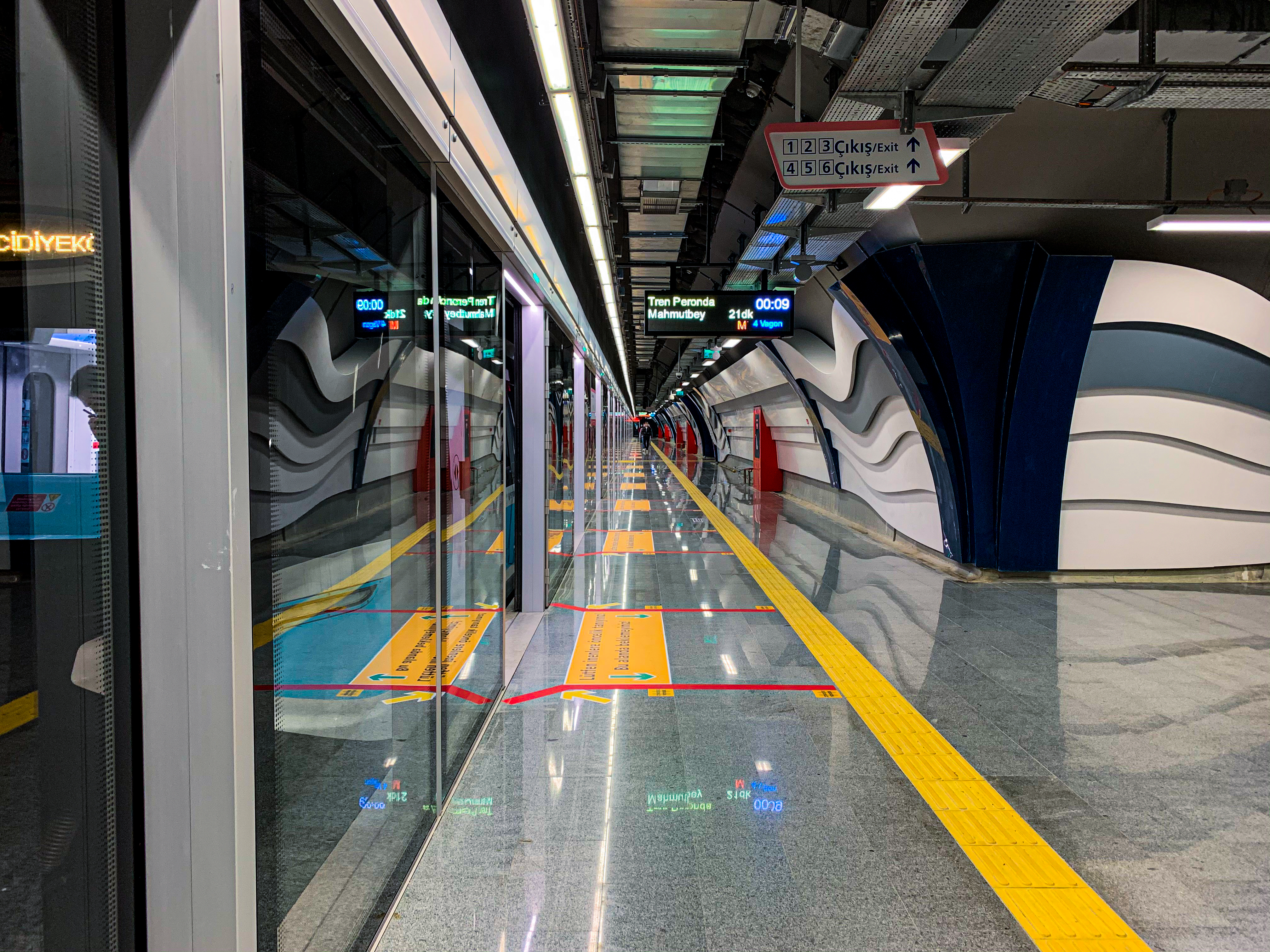
stanice Mecidiyeköy

Výstavba první linky metra v moderním stylu byla zahájena v roce 1991 a první úsek mezi stanicemi Taksim a 4 Levent byl, sice se zpožděními, ale nakonec přece jen, otevřen 16. září roku 2000. Ve všech stanicích byly umístěny eskalátory (celkem jich je 87) a také výtahy pro handicapované obyvatele Istanbulu. Vlaky, které jsou zde v provozu, jsou francouzské výroby od firmy GEC-Alstom. Tunely i stanice jsou hloubené. Stanice mají jednotný vzhled, byly ale použity rozdílné barvy k jejich odlišení. Celkem je dnes provozovaná linka dlouhá 8 km s šesti stanicemi, její výstavba stála 180 milionů USD. Nástupiště jsou dlouhá 180 m, rozchod kolejí je 1435 mm. Metro má podle svých plánů odolat zemětřesení o síle 9 stupňů Richterovy stupnice.

### Další rozvoj
Linka metra se v letech 2005 a 2006 prodlužovala, a to jak jižním, tak i severním směrem. Na jihu vstoupí pod staré město a bude ukončena ve stanici Yenikapı, která se tak stane přestupní s trasou lehkého metra. Zlatý roh překoná po mostě, tento úsek má být podle plánů otevřen v roce 2008.

## Stanice v provozu

Metro v Istanbulu

- Taksim
- Osmanbey
- Şişli Mecidiyeköy
- Gayrettepe
- Levent
- 4 Levent
- Sanayi Mahallesi
- İTÜ Ayazağa
- Atatürk Oto Sanayi
- Darüşşafaka
- Hacıosman